# رضا مؤمنی
رضا مؤمنی کشتی‌گیر آزادکار ، ورزشکار تیم ملی ایران است. او اهل مازندران ، شهرستان قائمشهر است.

## فعالیت حرفه‌ای ورزشی

### قهرمانی کشتی جهان ۲۰۲۴
در وزن ۶۱ کیلوگرم رضا مؤمنی در دور اول با نتیجه ۱۰ بر صفر بصیر العلی از مقدونیه را از پیش رو برداشت. وی دور دوم با نتیجه ۱۰ بر صفر نینو لیترت از سوئیس را شکست داد و به یک چهارم نهایی راه پیدا کرد. مؤمنی در این مرحله مقابل تسوئنسورنگین تسوگبادراخ از مغولستان با نتیجه ۳ بر ۱ مغلوب شد و با توجه به شکست این حریف مغولی در مرحله نیمه نهایی، نماینده کشورمان از دور رقابت‌ها کنار رفت.